# Scrapter thoracicus
Scrapter thoracicus är en biart som först beskrevs av Heinrich Friese 1925.  Scrapter thoracicus ingår i släktet Scrapter och familjen korttungebin. Inga underarter finns listade i Catalogue of Life.